# Championnats du monde de kayak-polo 2012
Navigation
Édition précédente Édition suivante
Les championnats du monde de kayak-polo 2012 sont la dixième édition de la compétition. Ils se disputent, du 5 au 9 septembre 2012 à Poznań, en Pologne. Les épreuves se déroulent sur le Lac Malta.

## Tableau des médailles
| Catégorie     | Médaille d'or | Médaille d'argent | Médaille de bronze |
| ------------- | ------------- | ----------------- | ------------------ |
| Sénior Hommes | Pays-Bas      | Allemagne         | France             |
| Sénior Femmes | Allemagne     | Grande-Bretagne   | Australie          |
| Espoir Hommes | France        | Grande-Bretagne   | Allemagne          |
| Espoir Femmes | Allemagne     | France            | Nouvelle-Zélande   |

## Participants

### Séniors Hommes
Groupes définitifs
| Groupe A        | Groupe B       | Groupe C  | Groupe D         |
| --------------- | -------------- | --------- | ---------------- |
| France          | Allemagne      | Italie    | Suisse           |
| Australie       | Pays-Bas       | Espagne   | Nouvelle-Zélande |
| Grande-Bretagne | Suède          | Belgique  | Danemark         |
|                 | Japon          | Canada    | Pologne          |
| Afrique du Sud  | Chinese Taipei | Brésil    | États-Unis       |
| Russie          | Portugal       | Singapour | Finlande         |

Les équipes d'Irlande et d'Iran se sont retirés de la compétition.
Les 3 premiers de chaque groupe sont qualifiés pour un deuxième tour sous la forme de deux groupes de 6. À l'issue du deuxième tour, les 2 premiers de chaque groupe joueront les demi-finales. Les deux troisièmes se disputeront la 5e place et les deux quatrièmes joueront la 7e place et ainsi de suite.
Les 16 premières nations seront automatiquement qualifiés pour les Championnats du Monde 2014.

### Séniors Femmes
Groupes définitifs
| Groupe A        | Groupe B  | Groupe C       | Groupe D         |
| --------------- | --------- | -------------- | ---------------- |
| Grande-Bretagne | Allemagne | France         | Nouvelle-Zélande |
| Italie          | Espagne   | Pays-Bas       | Australie        |
| Japon           | Suisse    | Canada         |                  |
| Russie          | Pologne   |                | États-Unis       |
| Singapour       |           | Chinese Taipei | Danemark         |

L'équipe d'Iran s'est retirée de la compétition. L'équipe d'Ukraine avait reçu une wildcard mais n'est pas présente.
Les 2 premiers de chaque groupe sont qualifiés pour un deuxième tour sous la forme de deux groupes de 4. À l'issue du deuxième tour, les 2 premiers de chaque groupe joueront les demi-finales. Les suivants joueront les matchs de classement.
Les 12 premières nations seront automatiquement qualifiés pour les Championnats du Monde 2014.

### Espoirs Hommes
Groupes définitifs
| Groupe A           | Groupe B         | Groupe C        | Groupe D |
| ------------------ | ---------------- | --------------- | -------- |
| Allemagne          | France           | Grande-Bretagne | Italie   |
| Danemark           | Pologne          | Pays-Bas        | Espagne  |
| Russie             |                  | Japon           | Portugal |
| République Tchèque | Nouvelle-Zélande | Canada          | Namibie  |

L'équipe d'Iran s'est retirée de la compétition.
Les 2 premiers de chaque groupe sont qualifiés pour un deuxième tour sous la forme de deux groupes de 4. À l'issue du deuxième tour, les 2 premiers de chaque groupe joueront les demi-finales. Les suivants joueront les matchs de classement.
Les 10 premières nations seront automatiquement qualifiés pour les Championnats du Monde 2014.

### Espoirs Femmes
Groupe définitif
| Groupe A         |
| ---------------- |
| France           |
| Allemagne        |
| Grande-Bretagne  |
| -                |
| Japon            |
| Canada           |
| Nouvelle-Zélande |
| Pologne          |

Initialement prévu en deux groupes de quatre équipes, à la suite du retrait de l'équipe d'Iran, toutes les équipes sont intégrées dans le même groupe. Le classement des quatre premières équipes déterminera le tableau des demi-finales.
Les 3 premières nations seront automatiquement qualifiés pour les Championnats du Monde 2014.